# کاروانسرای مجدالملک
کاروانسرای مجد الملک مربوط به دوره قاجار است و در شهرستان تفرش، بخش فراهان، روستای دولت‌آباد واقع شده و این اثر در تاریخ ۱۲ بهمن ۱۳۸۱ با شمارهٔ ثبت ۷۲۲۵ به‌عنوان یکی از آثار ملی ایران به ثبت رسیده است.